# Franz Krüger
 Franz Krüger (10. září 1797  Großbadegast /Sasko-Anhaltsko, 21. ledna 1857 Berlín) byl německý malíř období  klasicismu a romantismu, podle oblíbeného žánru malby koní přezdívaný Pferde-Krüger (Koňský Krüger), dále portrétista a litograf.

## Život a dílo

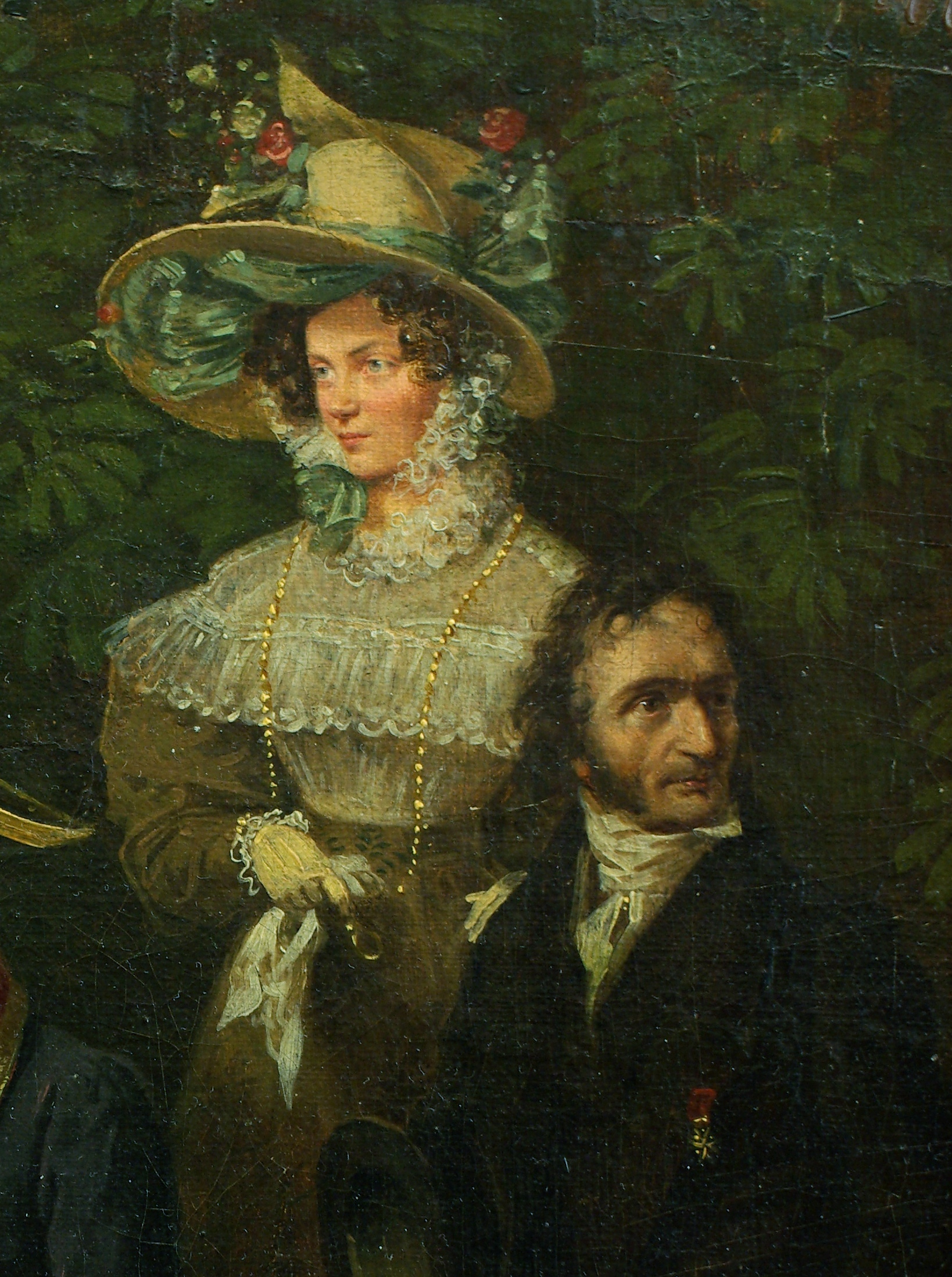
Sopranistka Henriette Sontagová a Niccolò Paganini, detail z obrazu Vojenská přehlídka v Berlíně, 1823

Narodil se v Sasku Anhaltsku, v malé obci, jako syn úředníka. Během studií v Desavě se začal učit malířství u Wilhelma Franze Kolbeho, kreslil a  obdivoval zvířata. V letech 1812-1813 studoval malířství na Akademii výtvarných umění v Berlíně, odkud odešel a jako samouk sedále  věnoval kreslení portrétů a  koní. V Berlíně si také otevřel vlastní ateliér. Jakmile začal vystavovat obrazy koní a jezdecké scény s vojenskou tematikou, vyvolal velký zájem veřejnosti a roku 1825 byl přijat za člena berlínské akademie umění. 
Roku 1825 byl také jmenován dvorním malířem pruského krále Fridricha Viléma IV. a získal přístup do královských koníren. Ve třicátých a počátkem čtyřicátých let několikrát cestoval do Ruska, portrétoval tam cara Mikuláše I.  a dvorskou šlechtu. 

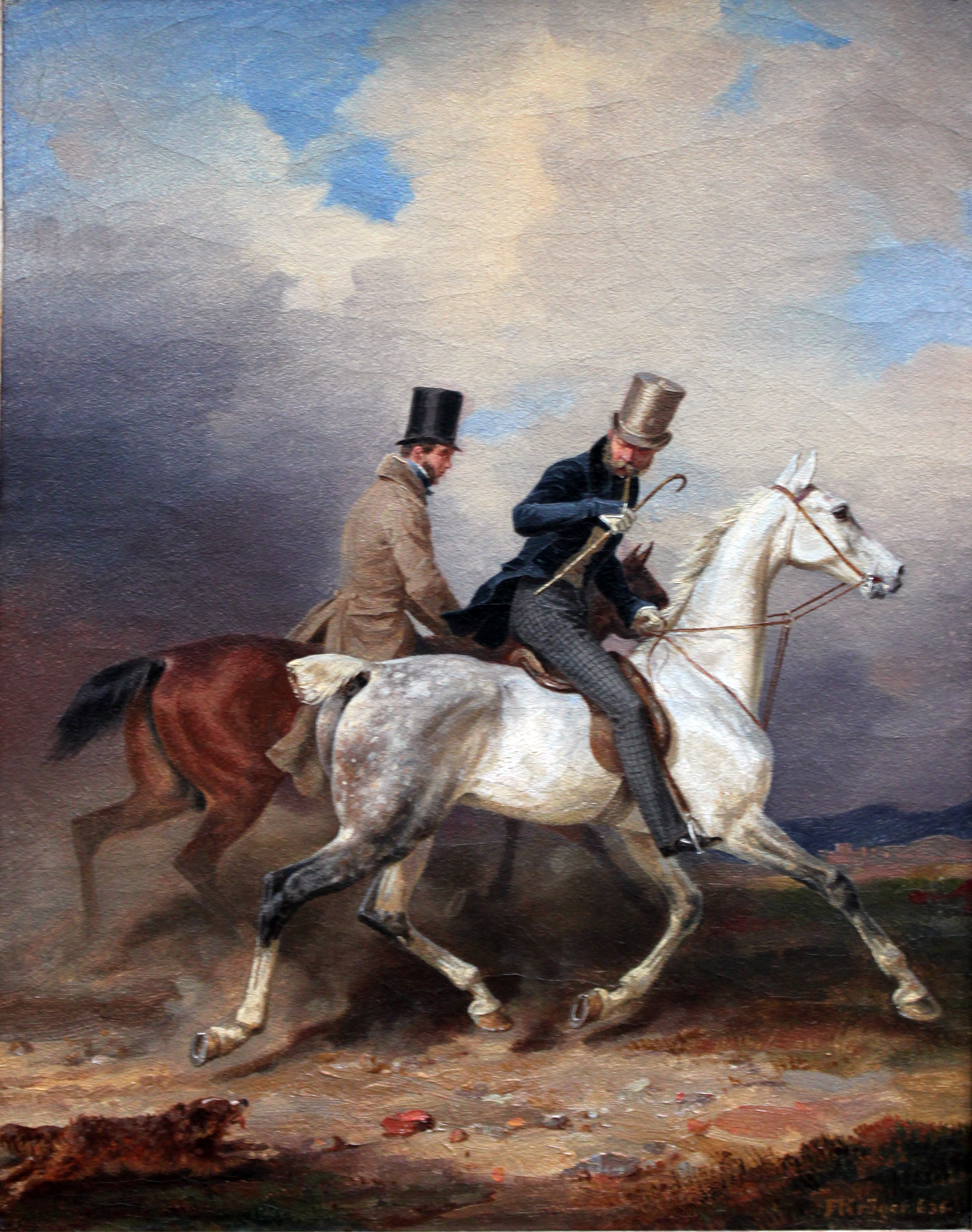
Princ Vilém I. (na bílém koni) na projížďce s malířem Franzem Krügrem, 1836